# Grand Prix de Patinação Artística no Gelo de 2003–04
O Grand Prix de Patinação Artística no Gelo de 2003–04 foi a nona temporada do Grand Prix ISU, uma série de competições de patinação artística no gelo disputada na temporada 2003–04. São distribuídas medalhas em quatro disciplinas, individual masculino e individual feminino, duplas e dança no gelo. Os patinadores ganham pontos com base na sua posição em cada evento e os seis primeiros de cada disciplina são qualificados para competir na final do Grand Prix, realizada em Colorado Springs, Estados Unidos.
A competição foi organizada pela União Internacional de Patinação (em inglês:  International Skating Union), a série Grand Prix começou em 22 de outubro e continuaram até 14 dezembro de 2003.

## Calendário
| #     | Evento                             | Localização                          | Data                        |
| ----- | ---------------------------------- | ------------------------------------ | --------------------------- |
| 1     | Skate America de 2003              | Reading, PA, Estados Unidos          | 22–26 de outubro            |
| 2     | Skate Canada International de 2003 | Mississauga, ON, Canadá              | 20 de outubro–2 de novembro |
| 3     | Cup of China de 2003               | Pequim, China                        | 5–9 de novembro             |
| 4     | Trophée Lalique de 2003            | Paris, França                        | 14–16 de novembro           |
| 5     | Cup of Russia de 2003              | Moscou, Rússia                       | 20–23 de novembro           |
| 6     | NHK Trophy de 2003                 | Asahikawa, Japão                     | 27–30 de novembro           |
| Final | Final do Grand Prix de 2003–04     | Colorado Springs, CO, Estados Unidos | 12–14 de dezembro           |

## Medalhistas

### Skate America
| Evento                        | Ouro                                             | Prata                                       | Bronze                                           | Ref   |
| Individual masculino detalhes | Michael Weiss · Estados Unidos                   | Takeshi Honda · Japão                       | Zhang Min · China                                | [ 1 ] |
| Individual feminino detalhes  | Sasha Cohen · Estados Unidos                     | Jennifer Kirk · Estados Unidos              | Shizuka Arakawa · Japão                          | [ 2 ] |
| Duplas detalhes               | Pang Qing · Tong Jian · China                    | Maria Petrova · Alexei Tikhonov · Rússia    | Zhang Dan · Zhang Hao · China                    | [ 3 ] |
| Dança no gelo detalhes        | Tanith Belbin · Benjamin Agosto · Estados Unidos | Elena Grushina · Ruslan Goncharov · Ucrânia | Isabelle Delobel · Olivier Schoenfelder · França | [ 4 ] |

### Skate Canada International
| Evento                        | Ouro                                        | Prata                                      | Bronze                                          | Ref   |
| Individual masculino detalhes | Evgeni Plushenko · Rússia                   | Jeffrey Buttle · Canadá                    | Takeshi Honda · Japão                           | [ 5 ] |
| Individual feminino detalhes  | Sasha Cohen · Estados Unidos                | Shizuka Arakawa · Japão                    | Júlia Sebestyén · Hungria                       | [ 6 ] |
| Duplas detalhes               | Tatiana Totmianina · Maxim Marinin · Rússia | Shen Xue · Zhao Hongbo · China             | Dorota Zagorska · Mariusz Siudek · Polônia      | [ 7 ] |
| Dança no gelo detalhes        | Tatiana Navka · Roman Kostomarov · Rússia   | Albena Denkova · Maxim Staviski · Bulgária | Marie-France Dubreuil · Patrice Lauzon · Canadá | [ 8 ] |

### Cup of China
| Evento                        | Ouro                                      | Prata                                       | Bronze                                           | Ref    |
| Individual masculino detalhes | Timothy Goebel · Estados Unidos           | Brian Joubert · França                      | Li Chengjiang · China                            | [ 9 ]  |
| Individual feminino detalhes  | Elena Liashenko · Ucrânia                 | Yoshie Onda · Japão                         | Fumie Suguri · Japão                             | [ 10 ] |
| Duplas detalhes               | Shen Xue · Zhao Hongbo · China            | Pang Qing · Tong Jian · China               | Maria Petrova · Alexei Tikhonov · Rússia         | [ 11 ] |
| Dança no gelo detalhes        | Tatiana Navka · Roman Kostomarov · Rússia | Elena Grushina · Ruslan Goncharov · Ucrânia | Isabelle Delobel · Olivier Schoenfelder · França | [ 12 ] |

### Trophée Lalique
| Evento                        | Ouro                                       | Prata                                           | Bronze                                           | Ref    |
| Individual masculino detalhes | Evgeni Plushenko · Rússia                  | Kevin van der Perren · Bélgica                  | Michael Weiss · Estados Unidos                   | [ 13 ] |
| Individual feminino detalhes  | Sasha Cohen · Estados Unidos               | Shizuka Arakawa · Japão                         | Julia Sebestyen · Hungria                        | [ 14 ] |
| Duplas detalhes               | Zhang Dan · Zhang Hao · China              | Tatiana Totmianina · Maxim Marinin · Rússia     | Tiffany Scott · Philip Dulebohn · Estados Unidos | [ 15 ] |
| Dança no gelo detalhes        | Albena Denkova · Maxim Staviski · Bulgária | Marie-France Dubreuil · Patrice Lauzon · Canadá | Isabelle Delobel · Olivier Schoenfelder · França | [ 16 ] |

### Cup of Russia
| Evento                        | Ouro                                        | Prata                                            | Bronze                                   | Ref    |
| Individual masculino detalhes | Evgeni Plushenko · Rússia                   | Li Chengjiang · China                            | Frédéric Dambier · França                | [ 17 ] |
| Individual feminino detalhes  | Elena Liashenko · Ucrânia                   | Carolina Kostner · Itália                        | Galina Maniachenko · Ucrânia             | [ 18 ] |
| Duplas detalhes               | Tatiana Totmianina · Maxim Marinin · Rússia | Pang Qing · Tong Jian · China                    | Zhang Dan · Zhang Hao · China            | [ 19 ] |
| Dança no gelo detalhes        | Tatiana Navka · Roman Kostomarov · Rússia   | Tanith Belbin · Benjamin Agosto · Estados Unidos | Galit Chait · Sergei Sakhnovski · Israel | [ 20 ] |

### NHK Trophy
| Evento                        | Ouro                                       | Prata                                         | Bronze                                     | Ref    |
| Individual masculino detalhes | Jeffrey Buttle · Canadá                    | Timothy Goebel · Estados Unidos               | Gao Song · China                           | [ 21 ] |
| Individual feminino detalhes  | Fumie Suguri · Japão                       | Elena Liashenko · Ucrânia                     | Yoshie Onda · Japão                        | [ 22 ] |
| Duplas detalhes               | Maria Petrova · Alexei Tikhonov · Rússia   | Anabelle Langlois · Patrice Archetto · Canadá | Dorota Zagorska · Mariusz Siudek · Polônia | [ 23 ] |
| Dança no gelo detalhes        | Albena Denkova · Maxim Staviski · Bulgária | Elena Grushina · Ruslan Goncharov · Ucrânia   | Galit Chait · Sergei Sakhnovski · Israel   | [ 24 ] |

### Final do Grand Prix
| Evento                        | Ouro                                      | Prata                                       | Bronze                                           | Ref    |
| Individual masculino detalhes | Emanuel Sandhu · Canadá                   | Evgeni Plushenko · Rússia                   | Michael Weiss · Estados Unidos                   | [ 25 ] |
| Individual feminino detalhes  | Fumie Suguri · Japão                      | Sasha Cohen · Estados Unidos                | Shizuka Arakawa · Japão                          | [ 26 ] |
| Duplas detalhes               | Shen Xue · Zhao Hongbo · China            | Tatiana Totmianina · Maxim Marinin · Rússia | Maria Petrova · Alexei Tikhonov · Rússia         | [ 27 ] |
| Dança no gelo detalhes        | Tatiana Navka · Roman Kostomarov · Rússia | Albena Denkova · Maxim Staviyski · Bulgária | Tanith Belbin · Benjamin Agosto · Estados Unidos | [ 28 ] |

## Qualificação
|  | Patinadores qualificados para a Final do Grand Prix |
|  | Substitutos                                         |

### Individual masculino
| Classificação | Classificação        | Classificação       | Classificação | Classificação | Classificação | Classificação | Classificação | Classificação | Classificação |
| Pos.          | Nome                 | Nacionalidade       | USA           | CAN           | CHN           | FRA           | RUS           | JPN           | Total         |
| ------------- | -------------------- | ------------------- | ------------- | ------------- | ------------- | ------------- | ------------- | ------------- | ------------- |
| 1             | Evgeni Plushenko     | Rússia              | –             | a             | –             | 12            | 12            | –             | 24            |
| 2             | Jeffrey Buttle       | Canadá              | –             | 9             | –             | –             | –             | 12            | 21            |
| 3             | Michael Weiss        | Estados Unidos      | 12            | –             | –             | a             | 5             | –             | 17            |
| 4             | Kevin Van Der Perren | Bélgica             | –             | 4             | –             | 9             | –             | –             | 13            |
| 5             | Timothy Goebel       | Estados Unidos      | –             | –             | 12            | –             | –             | a             | 12            |
| 6             | Gao Song             | China               | –             | –             | 5             | –             | –             | 7             | 12            |
| 7             | Brian Joubert        | França              | –             | –             | a             | 5             | –             | 5             | 10            |
| 8             | Emanuel Sandhu       | Canadá              | –             | 5             | 4             | –             | –             | –             | 9             |
| 9             | Li Chengjiang        | China               | –             | 1             | 7             | –             | a             | –             | 8             |
| 10            | Frederic Dambier     | França              | –             | –             | –             | 1             | 7             | –             | 8             |
| 11            | Zhang Min            | China               | 7             | –             | 0             | –             | –             | –             | 7             |
| 12            | Takeshi Honda        | Japão               | a             | 7             | –             | –             | –             | –             | 7             |
| 13            | Alexander Abt        | Rússia              | –             | –             | –             | –             | 3             | 4             | 7             |
| 14            | Daisuke Takahashi    | Japão               | –             | 2             | –             | 4             | –             | –             | 6             |
| 15            | Andrejs Vlascenko    | Alemanha            | 5             | –             | 0             | –             | –             | –             | 5             |
| 16            | Scott Smith          | Estados Unidos      | 4             | –             | 1             | –             | –             | –             | 5             |
| 17            | Ben Ferreira         | Canadá              | –             | –             | –             | –             | 2             | 3             | 5             |
| 18            | Stephane Lambiel     | Suíça               | –             | –             | –             | –             | 4             | –             | 4             |
| 19            | Ryan Jahnke          | Estados Unidos      | 0             | 3             | –             | –             | –             | –             | 3             |
| 20            | Ilia Klimkin         | Rússia              | –             | –             | 3             | –             | –             | –             | 3             |
| 21            | Alexander Shubin     | Rússia              | –             | –             | –             | 3             | 0             | –             | 3             |
| 22            | Vakhtang Murvanidze  | Geórgia             | 3             | –             | –             | –             | –             | –             | 3             |
| 23            | Fedor Andreev        | Canadá              | –             | 0             | –             | 2             | –             | –             | 2             |
| 24            | Gheorghe Chiper      | Romênia             | –             | –             | –             | –             | –             | 2             | 2             |
| 25            | Nicholas Young       | Canadá              | –             | –             | 2             | –             | –             | –             | 2             |
| 26            | Trifun Zivanovic     | Sérvia e Montenegro | 2             | –             | –             | –             | –             | –             | 2             |
| 27            | Li Yunfei            | China               | –             | –             | –             | 0             | –             | 1             | 1             |
| 28            | Stanislav Timchenko  | Rússia              | 1             | 0             | –             | –             | –             | –             | 1             |
| 29            | Silvio Smalun        | Alemanha            | –             | –             | –             | –             | 1             | –             | 1             |
| 30            | Stefan Lindemann     | Alemanha            | 0             | –             | –             | 0             | –             | –             | 0             |
| 31            | Ivan Dinev           | Bulgária            | 0             | –             | –             | –             | 0             | –             | 0             |
| 32            | Matthew Savoie       | Estados Unidos      | –             | –             | –             | –             | –             | 0             | 0             |
| 33            | Stanick Jeannette    | França              | –             | 0             | –             | 0             | –             | –             | 0             |
| 34            | Gregor Urbas         | Eslovênia           | –             | –             | –             | 0             | –             | –             | 0             |
| 35            | Kensuke Nakaniwa     | Japão               | –             | –             | –             | –             | 0             | 0             | 0             |
| 36            | Yamato Tamura        | Japão               | –             | –             | –             | –             | –             | 0             | 0             |
| 37            | Sergei Davydov       | Bielorrússia        | 0             | –             | –             | –             | 0             | –             | 0             |
| 38            | Vincent Restencourt  | França              | –             | –             | 0             | –             | –             | –             | 0             |

### Individual feminino
| Classificação | Classificação           | Classificação  | Classificação | Classificação | Classificação | Classificação | Classificação | Classificação | Classificação |
| Pos.          | Nome                    | Nacionalidade  | USA           | CAN           | CHN           | FRA           | RUS           | JPN           | Total         |
| ------------- | ----------------------- | -------------- | ------------- | ------------- | ------------- | ------------- | ------------- | ------------- | ------------- |
| 1             | Sasha Cohen             | Estados Unidos | 12            | a             | –             | 12            | –             | –             | 24            |
| 2             | Elena Liashenko         | Ucrânia        | –             | –             | a             | –             | 12            | 9             | 21            |
| 3             | Fumie Suguri            | Japão          | –             | –             | 7             | –             | –             | 12            | 19            |
| 4             | Shizuka Arakawa         | Japão          | a             | 9             | –             | 9             | –             | –             | 18            |
| 5             | Yoshie Onda             | Japão          | –             | –             | 9             | –             | –             | 7             | 16            |
| 6             | Julia Sebestyen         | Hungria        | –             | 7             | –             | 7             | –             | –             | 14            |
| 7             | Jennifer Kirk           | Estados Unidos | 9             | –             | –             | –             | –             | 4             | 13            |
| 8             | Carolina Kostner        | Itália         | 0             | –             | –             | –             | 9             | –             | 9             |
| 9             | Susanna Pöykiö          | Finlândia      | 4             | –             | –             | –             | –             | 5             | 9             |
| 10            | Beatrisa Liang          | Estados Unidos | –             | –             | –             | 5             | 4             | –             | 9             |
| 11            | Yukina Ota              | Japão          | –             | 5             | –             | –             | –             | 3             | 8             |
| 12            | Amber Corwin            | Estados Unidos | 5             | –             | 3             | –             | –             | –             | 8             |
| 13            | Galina Maniachenko      | Ucrânia        | 0             | –             | –             | –             | 7             | –             | 7             |
| 14            | Alisa Drei              | Finlândia      | –             | 2             | –             | 4             | –             | –             | 6             |
| 15            | Joannie Rochette        | Canadá         | –             | 0             | –             | –             | 5             | –             | 5             |
| 16            | Ann Patrice Mcdonough   | Estados Unidos | –             | –             | 5             | –             | –             | –             | 5             |
| 17            | Tatiana Basova          | Rússia         | –             | 1             | 4             | –             | –             | –             | 5             |
| 18            | Annie Bellemare         | Canadá         | 2             | 3             | –             | –             | –             | –             | 5             |
| 19            | Viktoria Volchkova      | Rússia         | 3             | –             | 2             | –             | –             | –             | 5             |
| 20            | Diana Poth              | Hungria        | –             | –             | –             | –             | 3             | 2             | 5             |
| 21            | Jennifer Robinson       | Canadá         | –             | 4             | 0             | –             | –             | –             | 4             |
| 22            | Anne Sophie Calvez      | França         | –             | –             | –             | 3             | –             | 1             | 4             |
| 23            | Annette Dytrt           | Alemanha       | –             | –             | –             | 2             | –             | –             | 2             |
| 24            | Kristina Oblasova       | Rússia         | –             | –             | –             | –             | 2             | –             | 2             |
| 25            | Yukari Nakano           | Japão          | 1             | –             | –             | –             | 1             | –             | 2             |
| 26            | Fang Dan                | China          | –             | –             | 1             | –             | –             | 0             | 1             |
| 27            | Jenna Mccorkell         | Reino Unido    | –             | –             | –             | 1             | –             | –             | 1             |
| 28            | Elena Sokolova          | Rússia         | –             | 0             | –             | –             | 0             | –             | 0             |
| 29            | Julia Lautowa           | Áustria        | 0             | –             | –             | 0             | –             | –             | 0             |
| 30            | Michelle Currie         | Canadá         | 0             | –             | –             | –             | –             | 0             | 0             |
| 31            | Candice Didier          | França         | –             | 0             | –             | 0             | –             | –             | 0             |
| 32            | Liu Yan                 | China          | –             | –             | 0             | –             | 0             | –             | 0             |
| 33            | Ludmila Nelidina        | Rússia         | –             | –             | –             | –             | 0             | –             | 0             |
| 34            | Elina Kettunen          | Finlândia      | –             | –             | –             | –             | 0             | –             | 0             |
| 35            | Anastasia Gimazetdinova | Uzbequistão    | –             | –             | 0             | –             | –             | –             | 0             |

### Duplas
| Classificação | Classificação                           | Classificação    | Classificação | Classificação | Classificação | Classificação | Classificação | Classificação | Classificação |
| Pos.          | Nome                                    | Nacionalidade    | USA           | CAN           | CHN           | FRA           | RUS           | JPN           | Total         |
| ------------- | --------------------------------------- | ---------------- | ------------- | ------------- | ------------- | ------------- | ------------- | ------------- | ------------- |
| 1             | Shen Xue / Zhao Hongbo                  | China            | –             | 9             | 12            | –             | –             | –             | 21            |
| 2             | Maria Petrova / Alexei Tikhonov         | Rússia           | 9             | –             | a             | –             | –             | 12            | 21            |
| 3             | Tatiana Totmianina / Maxim Marinin      | Rússia           | –             | a             | –             | 9             | 12            | –             | 21            |
| 4             | Zhang Dan / Zhang Hao                   | China            | 7             | –             | –             | 12            | a             | –             | 19            |
| 5             | Pang Qing / Tong Jian                   | China            | a             | –             | 9             | –             | 9             | –             | 18            |
| 6             | Anabelle Langlois / Patrice Archetto    | Canadá           | –             | 5             | –             | a             | –             | 9             | 14            |
| 7             | Dorota Zagorska / Mariusz Siudek        | Polônia          | –             | 7             | a             | –             | –             | 7             | 14            |
| 8             | Rena Inoue / John Baldwin, Jr.          | Estados Unidos   | –             | –             | 4             | –             | –             | 5             | 9             |
| 9             | Utako Wakamatsu/ Jean-Sebastien Fecteau | Canadá           | 5             | –             | –             | –             | –             | 4             | 9             |
| 10            | Elizabeth Putnam / Sean Wirtz           | Canadá           | 3             | 4             | –             | –             | –             | –             | 7             |
| 11            | Julia Obertas / Sergei Slavnov          | Rússia           | –             | 3             | –             | –             | 4             | –             | 7             |
| 12            | Valerie Marcoux / Craig Buntin          | Canadá           | –             | 0             | –             | –             | 5             | –             | 5             |
| 13            | Tiffany Scott / Philip Dulebohn         | Estados Unidos   | 4             | –             | –             | a             | 0             | –             | 4             |
| 14            | Katerina Berankova / Otto Dlabola       | República Tcheca | –             | –             | –             | 4             | 0             | –             | 4             |
| 15            | Viktoria Borzenkova / Andrei Chuvilaev  | Rússia           | –             | –             | –             | 0             | 3             | –             | 3             |
| 16            | Tatiana Volosozhar / Petr Kharchenko    | Ucrânia          | –             | –             | 0             | –             | –             | 3             | 3             |
| 17            | Nicole Noennig / Matthias Bleyer        | Alemanha         | –             | –             | 3             | –             | 0             | –             | 3             |
| 18            | Sabrina Lefrancois / Jerome Blanchard   | França           | –             | –             | –             | 3             | 0             | –             | 3             |
| 19            | Larisa Spielberg / Craig Joeright       | Estados Unidos   | 0             | 0             | –             | –             | –             | –             | 0             |
| 20            | Ding Yang / Ren Zongfei                 | China            | –             | a             | 0             | –             | –             | 0             | 0             |
| 21            | Kathryn Orscher / Garrett Lucash        | Estados Unidos   | 0             | 0             | –             | –             | –             | –             | 0             |
| 22            | Marylin Pla / Yannick Bonheur           | França           | 0             | –             | –             | 0             | –             | –             | 0             |
| 23            | Milica Brozovic / Vladimir Futas        | Eslováquia       | –             | –             | –             | –             | –             | 0             | 0             |
| 24            | Veronika Havlickova / Karel Stefl       | República Tcheca | 0             | –             | 0             | –             | –             | –             | 0             |
| 25            | Julia Beloglazova / Andrei Bekh         | Ucrânia          | –             | –             | 0             | –             | –             | 0             | 0             |
| 26            | Marina Aganina / Artem Knyazev          | Uzbequistão      | –             | –             | –             | –             | –             | 0             | 0             |

### Dança no gelo
| Classificação | Classificação                            | Classificação  | Classificação | Classificação | Classificação | Classificação | Classificação | Classificação | Classificação |
| Pos.          | Nome                                     | Nacionalidade  | USA           | CAN           | CHN           | FRA           | RUS           | JPN           | Total         |
| ------------- | ---------------------------------------- | -------------- | ------------- | ------------- | ------------- | ------------- | ------------- | ------------- | ------------- |
| 1             | Tatiana Navka / Roman Kostomarov         | Rússia         | –             | a             | 12            | –             | 12            | –             | 24            |
| 2             | Tanith Belbin / Benjamin Agosto          | Estados Unidos | 12            | –             | –             | a             | 9             | –             | 21            |
| 3             | Albena Denkova / Maxim Staviski          | Bulgária       | –             | 9             | –             | 12            | –             | a             | 21            |
| 4             | Elena Grushina / Ruslan Goncharov        | Ucrânia        | 9             | –             | a             | –             | –             | 9             | 18            |
| 5             | Marie-France Dubreuil / Patrice Lauzon   | Canadá         | –             | 7             | –             | 9             | –             | –             | 16            |
| 6             | Isabelle Delobel / Olivier Schoenfelder  | França         | a             | –             | 7             | 7             | –             | –             | 14            |
| 7             | Galit Chait / Sergei Sakhnovski          | Israel         | –             | 5             | –             | –             | a             | 7             | 12            |
| 8             | Kati Winkler / Rene Lohse                | Alemanha       | –             | –             | –             | –             | 5             | 5             | 10            |
| 9             | Federica Faiella / Massimo Scali         | Itália         | 5             | –             | –             | –             | 4             | –             | 9             |
| 10            | Melissa Gregory / Denis Petukhov         | Estados Unidos | 4             | –             | 5             | –             | –             | –             | 9             |
| 11            | Megan Wing / Aaron Lowe                  | Canadá         | –             | 4             | –             | –             | –             | 4             | 8             |
| 12            | Svetlana Kulikova / Vitali Novikov       | Rússia         | –             | –             | –             | 4             | 2             | –             | 6             |
| 13            | Oksana Domnina / Maxim Shabalin          | Rússia         | –             | 3             | –             | –             | 3             | –             | 6             |
| 14            | Natalia Gudina / Alexei Beletski         | Israel         | 2             | –             | 3             | –             | –             | –             | 5             |
| 15            | Josée Piché / Pascal Denis               | Canadá         | –             | 0             | 4             | –             | –             | –             | 4             |
| 16            | Roxane Petetin / Mathieu Jost            | França         | –             | –             | –             | 3             | 1             | –             | 4             |
| 17            | Kristin Fraser / Igor Lukanin            | Azerbaijão     | –             | 2             | –             | 2             | –             | –             | 4             |
| 18            | Christie Moxley / Alexandr Kirsanov      | Estados Unidos | 3             | –             | –             | –             | –             | –             | 3             |
| 19            | Jana Khokhlova / Sergei Novitski         | Rússia         | –             | –             | –             | –             | –             | 3             | 3             |
| 20            | Natalie Pechalat / Fabien Bourzat        | França         | –             | –             | 2             | 1             | –             | –             | 3             |
| 21            | Loren Galler-Rabinowitz / David Mitchell | Estados Unidos | –             | 0             | –             | –             | –             | 2             | 2             |
| 22            | Nozomi Watanabe / Akiyuki Kido           | Japão          | –             | 1             | –             | –             | –             | 1             | 2             |
| 23            | Julia Golovina / Oleg Voiko              | Ucrânia        | 1             | –             | –             | –             | –             | 0             | 1             |
| 24            | Christina Beier / William Beier          | Alemanha       | –             | 0             | 1             | –             | –             | –             | 1             |
| 25            | Melissa Piperno / Liam Dougherty         | Canadá         | 0             | –             | –             | –             | 0             | –             | 0             |
| 26            | Yang Fang / Gao Chongbo                  | China          | –             | –             | 0             | –             | –             | 0             | 0             |
| 27            | Sinead Kerr / John Kerr                  | Reino Unido    | –             | –             | –             | –             | 0             | –             | 0             |
| 28            | Anastasia Grebenkina / Vazgen Azrojan    | Armênia        | –             | –             | –             | 0             | –             | –             | 0             |
| 29            | Nakako Tsuzuki / Kenji Miyamoto          | Japão          | –             | –             | –             | –             | 0             | 0             | 0             |
| 30            | Alessia Aureli / Andrea Vaturi           | Itália         | –             | –             | 0             | 0             | –             | –             | 0             |
| 31            | Yu Xiaoyang / Wang Chen                  | China          | 0             | –             | 0             | –             | –             | –             | 0             |
| 32            | Alexandra Kauc / Michal Zych             | Polônia        | –             | –             | –             | –             | 0             | –             | 0             |
| 33            | Mariana Kozlova / Sergei Baranov         | Ucrânia        | –             | –             | –             | 0             | –             | –             | 0             |
| 34            | Jessica Huot / Juha Valkama              | Finlândia      | –             | –             | –             | –             | –             | 0             | 0             |
| 35            | Wang Jiayue / Meng Fei                   | China          | –             | –             | 0             | –             | –             | –             | 0             |